# Christoffer Wikström
Christoffer Wikström, född 2 februari 1987, tidigare svensk landslagssimmare från Uppsala, ursprungligen Borlänge, tävlande för Upsala S. 
Christoffer Wikström tävlade under en kort period för Täby sim men är sedan hösten 2009 medlem i klubben Neptun i Stockholm. Han har ett 20-tal Ungdoms-SM- och Junior-SM-guld och dessutom ett antal SM-guld på distansen 200 frisim. Han är son till Pelle Wikström och Eva Lundahl (som hon hette då), båda före detta landslagssimmare och är äldre bror till Sebastian Wikström även han fd landslagssimmare. Christoffer Wikström har deltagit i ett antal internationella mästerskap, bl.a. EM 2006, VM 2007 och OS 2008 i Peking
Svensk junior rekordhållare på 100 m frisim (2006) och 200 m frisim (2007)) i långbana.